# Chondrostoma kubanicum
Chondrostoma kubanicum és una espècie de peix cipriniforme de la família dels ciprínids present al riu Kuban (Caucas rus).
Els mascles poden assolir els 27,5 cm de longitud total.